# Krenak
Krenak  (ou Khrenak) est une localité du Cameroun située dans la commune de Makary, le département du Logone-et-Chari et la Région de l'Extrême-Nord, au sud du lac Tchad.  

## Population
Lors du recensement de 2005, on y a dénombré 121 personnes.